# Завьялов, Геннадий Алексеевич
Геннадий Алексеевич Завьялов (3 мая 1936 года, Першино, Челябинская область, — 1 мая 1985 года, Челябинск) — советский учёный-механик, доктор технических наук (1972), профессор (1974), проректор по науке Челябинского государственного университета.

## Биография
В 1955 г. с отличием окончил машиностроительный техникум в Челябинске и был зачислен на автотракторный факультет Челябинского политехнического института как отличник.
В 1960 г. защитил с отличием диплом и стал вести преподавательскую деятельность на кафедре теории механизмов и машин. Одновременно учился в аспирантуре. В 1964 г. защитил диссертацию на соискание ученой степени кандидата технических наук на тему «Исследование динамических свойств подшипников скольжения конечной длины».
Первым его учителем и научным руководителем был доктор технических наук, профессор А.Г. Бургвиц. В 1964 г. ими в соавторстве опубликована монография «Устойчивость движения валов в подшипниках жидкостного трения». С тех пор Г.А. Завьялов вел исследования в области газовой смазки опор скольжения приборов и машин. Под его руководством создана школа ученых, многие из которых стали впоследствии кандидатами и докторами наук.
С 1966 по 1976 г. заведовал в ЧПИ кафедрой «Гидроскопические приборы и устройства». В 1968 г. прошёл научную стажировку в Бухарестском политехническом институте и Институте механики жидкостей Румынской академии наук под руководством Н. Типея и В. Константинеску. В 1970 г. избран членом секции газовой сварки научного совета по трению и износу Академии наук СССР.
В 1972 г. защитил диссертацию на соискание ученой степени доктора технических наук:
- Динамика быстроходных роторов и подвесов с учётом свойств нестационарного вязкого слоя жидкости и газа опор скольжения : диссертация ... доктора технических наук : 01.02.06. - Челябинск, 1972. - 347 с. : ил. + Прил.(175с.: ил.).

Через год утверждён в ученом звании профессора.
В 1976 г. назначен заведующим кафедрой высшей математики Челябинского государственного университета. Читал курсы по геометрии, теоретической и аналитической механике, проводил спецсеминары, руководил курсовыми и дипломными работами студентов. На математическом факультете организовал и возглавил кафедру механики сплошных сред.
Автор более 60 научных трудов, в том числе трёх монографий.
С 1980 г в должности проректора по научной работе занимался организацией научных исследований. В ЧелГУ была открыта аспирантура, созданы первые научные школы, укрепились связи с АН СССР, Государственным ракетным центром КБ им. академика В.П. Макеева и др. Продолжал и собственные научные разработки. Под его руководством и при  непосредственном участии были спроектированы гироскопические системы и приборы навигации для космических аппаратов и авиационной техники. Создавались на новых принципах гидроаэромеханики современные подшипники скольжения и узлы трения для турбин, машин и механизмов.
Награждён тремя медалями и Почетным знаком «Отличник высшей школы».
Сочинения:
- Введение в механику сплошных сред / Г. А. Завьялов, Е. А. Мартынова. - Свердловск : Изд-во Урал. ун-та, 1989. - 140,[1] с. : ил.; 20 см.; ISBN 5-7525-0038-9
- Введение в механику сплошных сред : [Учеб. пособие для аспирантов и студентов мат.-мех. специальностей ун-тов] / Г. А. Завьялов, Е. А. Мартынова, О. Г. Завьялов. - Челябинск, 2002. - 141 с. : ил.; 20 см. - (Введение в механику сплошных сред. Математика).; ISBN 5-94288-010-7
- Основы механики сплошных сред и геометрии тонкого слоя : монография / Г. А. Завьялов, Е. А. Мартынова, О. Г. Завьялов. - Челябинск : Акад. труда и социальных отношений, 2007. - 288, [3] c., [1] л. портр. : ил.; 21 см.; ISBN 978-5-93441-124-5
- Взаимодействие тонкого слоя со сплошной средой : избранные труды института математики и механики УрО РАН / Г. А. Завьялов, О. Г. Завьялов, Г. О. Завьялов ; Российская акад. наук, Ин-т математики и механики УрО РАН, Межрегиональный совет по науке и технологиям. - Москва : РАН, 2007. - 96 с. : ил., портр., табл.; 29 см.; ISBN 978-5-283-0008425

## Семья
Супруга, Валентина Васильевна (1938 г.р.), работала конструктором на ЧТЗ. Они воспитали двух сыновей – Олега и Виталия. 
Сын Олег продолжил после кончины Геннадия Алексеевича заниматься научными исследованиями в области геометрии и механики сплошных сред.
Старший внук Геннадий  в 2018 году успешно защитил докторскую диссертацию в области математики в университете Евросоюза. Другой внук Геннадия Алексеевича, Ярослав имеет значительные успехи в информационных технологиях и программировании.